# Landestheater Schwaben
Das Landestheater Schwaben ist ein im oberschwäbischen Memmingen beheimatetes Ensemble. Der Hauptspielort des Ensembles ist das Stadttheater Memmingen. Intendanten des Ensembles sind seit 2022 Christine Hofer und Alexander May. Als Landesbühne wird das Landestheater Schwaben von einem Zweckverband getragen, der aus einem Zusammenschluss von 21 Städten, Gemeinden und Bezirken besteht. Somit spielt das Ensemble nicht nur am Hauptsitz in Memmingen, sondern erfüllt seinen Kulturauftrag auch darüber hinaus. Mit seinen Gastspielen ist das Landestheater Schwaben nicht nur in Bayern, sondern beispielsweise auch in Baden-Württemberg, Hessen, aber auch in Österreich und in der Schweiz unterwegs.

## Geschichte

### Ursprung

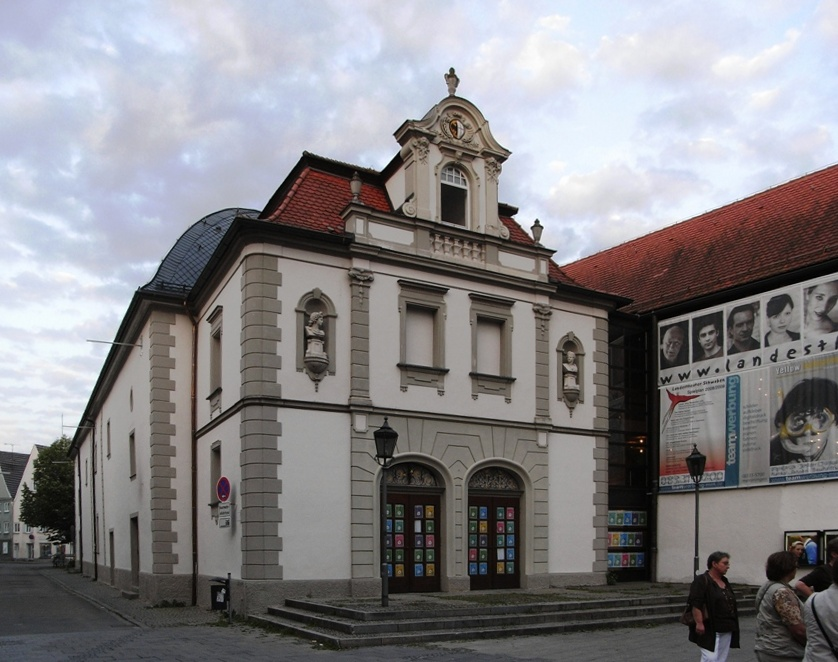
Der Hauptsitz des LTS am Memminger Theaterplatz

Nach den Aufzeichnungen der Stadtchronik wurde bereits im Mittelalter in der freien Reichsstadt Theater gespielt. Vorläuferin des heutigen Landestheaters Schwaben war die nach 1900 entstandene Kraft'sche Companie, die einige Stücke in Memmingen probte.
Nach dem Ersten Weltkrieg wurde die Stadt fester Bühnenstandort der Bayerischen Landesbühne München. Ab 1937 wurde die Bühne selbstständig und nannte sich Bayerische Landesbühne Sitz Memmingen. Das Memminger Ensemble war nach dem Zweiten Weltkrieg eines der ersten Theater in Westdeutschland, das 1945 den Spielbetrieb wieder aufnehmen konnte.

### Heute
Heute werden insgesamt siebzehn Neuproduktionen pro Spielzeit angeboten, davon werden sieben im Großen Haus gespielt und fünf im Studio. Zudem werden Vorstellungen auf der Bühne im Foyer gezeigt und an anderen Orten innerhalb des Theaters. Das Landestheater Schwaben kooperiert auch mit anderen Einrichtungen und spielt dort vor Ort, wie zum Beispiel das Stück NippleJesus in der MEWO Kunsthalle. Das Programm reicht von den Klassikern bis hin zur Gegenwartsliteratur. Auch Uraufführungen und Deutschsprachige Erstaufführungen finden am Landestheater statt. Das Theater ist auch bekannt für seine Musiktheaterproduktionen, die das reine Schauspielensemble gekonnt auf die Bühne bringt.
Im Rahmen der jährlich stattfindenden Bayerischen Theatertage wurde das Landestheater mehrmals preisgekrönt. Das Theater wurde mit einem Gesamtpreis für die konzeptionelle Idee und künstlerische Umsetzung der Produktionen Hekuba, Vermummte und der Memminger Gespräche ausgezeichnet. Zudem finden die Bayerischen Theatertage auch immer wieder am Landestheater in Memmingen statt, zuletzt 2006.
Nachdem als Nachfolge von Intendantin Kathrin Mädler im Bewerbungsverfahren des Theaters eine nicht genannte Persönlichkeit ausgewählt wurde, die jedoch kurzfristig aus persönlichen Gründen absagte, ergibt sich ab der Spielzeit 2022/23 eine zunächst zweijährige Interimsgesamtleitung in Form einer Doppelspitze. Christine Hofer, die Leiterin der Kinder- und Jugendsparte am Landestheater Eisenach, und der Regisseur Alexander May sollen die künstlerische Leitung ab Sommer 2022 gemeinsam übernehmen. Notwendig wurde die Neubesetzung, weil die amtierende Intendantin Mädler zeitgleich an das Theater Oberhausen wechselt.

## Uraufführungen am LTS
- 1995: Die Judenbank
- Metal-Opern von David DeFeis:
  - 1999: Klytaimnestra oder der Fluch der Atriden
  - 2001: Hel oder Die Rebellen
  - 2005: Lilith
- 2005: Mohr of Memmingen
- 2007: Grüne Organe
- 2008: Katharina und Till (10. Januar 2009)
- 2010: Rauhnacht (8. Oktober 2010)
- 2014: Er ist wieder da
- 2016: Zwischen den Dingen sind wir sicher
- 2018: Nebel im August (16. März 2018)[3]
- 2022: Natur (28. Januar 2022)[4]
- 2022: Die beste Kuh der Welt (22. Januar 2022)
- 2022: Als die Bohne Achterbahn fuhr (31. Januar 2022)[5]
- 2023: Ende in Lachen (27. Januar 2023)[6]
- 2023: Alles muss sich ändern - jetzt! (9. Juni 2023)

## Intendanten seit 1945
- Erich Schmidt, 1945–1949
- Wilhelm List-Diehl, 1949–1953
- Erich Schmidt, 1953–1960
- Bernd Hellmann, 1960–1972
- Alf Reigl, 1972–1975
- Hans Thoenies, 1975–1979
- Peter H. Stöhr, 1979–1990
- Norbert Hilchenbach, 1990–1997
- Walter Weyers, 1997–2016
- Kathrin Mädler, 2016–2022
- Christine Hofer & Alexander May, 2022–2024[7]
- ab 2024 Sarah Kohrs[8]

## Bekannte Ensemblemitglieder

### Schauspieler
- Helmut Schmid

### Dramaturgen
- Claudia Roth (Assistentin)
- Sybille Schmidt (stellvertretende Assistentin)

## Spielstätten
Das Große Haus befindet sich im historischen Gebäude des Stadttheaters Memmingen und verfügt über ca. 400 Sitzplätze. Seit dem Theateranbau, der 2010 fertiggestellt wurde, verfügt das Haus auch über eine Studiobühne. Diese kann variabel mit bis zu 99 Plätzen bestuhlt werden. Im Theaterfoyer gibt es zudem eine Bühne mit rund 60 Plätzen.
Regelmäßig bespielt das Landestheater im Rahmen seiner Abstechertätigkeit neben modernen Theatern, Stadthallen und Kulturzentren auch historische Theater (u. a. in Kaufbeuren und Kempten).